# Maria Emilia Riquelme y Zayas
Maria Emilia Riquelme y Zayas, née le 5 août 1847 à Grenade et morte dans cette même ville le 10 décembre 1940 est une religieuse catholique espagnole. Son souci de faire aimer Dieu et de se dévouer aux plus nécessiteux la poussa à fonder les Sœurs missionnaires du Saint Sacrement et de Marie Immaculée. Elle est vénérée comme bienheureuse par l'Église catholique.

## Biographie
Maria Emilia est issue d'une famille de militaires. Elle reçoit une éducation soignée et on lui fait étudier la peinture, le chant, le piano, les langues étrangères ou encore l'équitation. Son enfance est toutefois marquée par la mort prématurée de sa mère, survenue lorsqu'elle avait 8 ans. Un an auparavant, la fillette dit avoir eu une vision de la Vierge Marie avec l'Enfant-Jésus. À la suite de cela elle fait vœu de chasteté et se consacre à Notre-Dame du Carmel. Dès lors animée du projet de rentrer dans la vie religieuse, elle se heurte à l'opposition de son père.
Elle fuit autant que possible les réceptions mondaines de son milieu, et préfère consacrer son temps libre à visiter les hôpitaux et les pauvres. L'argent qu'elle reçoit de son père, elle le donne aux plus nécessiteux, aux jeunes femmes pauvres et aux jeunes garçons sans ressources se préparant au sacerdoce. Il y eut parmi eux Leopoldo Eijo Garay, futur archevêque de Madrid.
Après la mort de son père en 1885, Maria Emilia tente d'entrer en religion, mais sa santé fragile la contraint à renoncer. Elle fait alors construire une chapelle et s'installe dans une maison adjacente, et mène une vie de prière et de charité. Des jeunes femmes la rejoignent et forment une petite communauté. L'archevêque de Grenade approuve et en 1896 Maria Emilia est désignée supérieure de la nouvelle congrégation, dite des Missionnaires du Saint-Sacrement et de Marie Immaculée. Le but des Sœurs est de travailler à la gloire de Dieu et au bien du prochain avec joie et esprit de sacrifice.
Une école pour jeunes filles pauvres est créée à Grenade et en 1900, Mère Maria Emilia lance la fondation d'une seconde communauté à Barcelone. En 1912 sa congrégation est reconnue par le pape Pie X. Quatre autres maisons de la congrégation sont fondées dans le même temps.
En 1936, Mère Maria Emilia, 89 ans, est contrainte de fuir en France pour échapper à la guerre civile et aux persécutions religieuses. De retour en Espagne, elle meurt à Grenade le 10 décembre 1940. Les Missionnaires du Saint-Sacrement et de Marie Immaculée sont aujourd'hui présentes en Espagne, au Portugal, en Colombie, en Bolivie, au Brésil et aux États-Unis.

## Vénération

### Béatification

#### Enquête sur les vertus
La cause pour la béatification et la canonisation de Mère Maria Emilia débute en 1983 à Grenade. L'enquête diocésaine se clôture en 1991, puis est envoyée à Rome pour y être étudiée par la Congrégation pour les causes des saints.
À la suite de l'avis favorable des différentes commissions, le pape François procède à la reconnaissance des vertus héroïques de Mère Maria Emilia le 14 décembre 2015, lui attribuant ainsi le titre de vénérable.

#### Reconnaissance d'un miracle
En 2008 avait débuté une enquête médicale sur une guérison attribuée à l'intercession de Maria Emilia Requilme. Il s'agit du cas d'un colombien d'une quarantaine d'années, atteint d'un cancer au pancréas en phase terminale. Ses proches invoquèrent l'intercession de Maria Emilia Requilme, et sa guérison fut totale et soudaine. À la suite des rapports médicaux concluant à l'absence d'explication scientifique, le pape François reconnaît, le 19 mars 2019, comme authentique cette guérison attribuée à l'intercession de Maria Emilia Requilme, et signe le décret de sa béatification. 
Elle fut solennellement proclamée bienheureuse le 9 novembre 2019, au cours d'une messe célébrée par le cardinal Giovanni Angelo Becciu à Grenade. Plus de 4 000 personnes assistèrent à sa béatification, en présence de nombreuses autorités civiles et ecclésiastiques.

### Culte
Son corps intact est exposé à la vénération des fidèles dans une châsse de verre, dans la Cathédrale de l'Incarnation à Grenade.